# Falcon (odstřelovací puška)
Falcon je odstřelovací velkorážní puška od české zbrojovky ZVI. Vojskové zkoušky ověřovací série této odstřelovací pušky proběhly v lednu 1998, od jara téhož roku se ve vsetínské zbrojovce rozběhla sériová výroba.
Tato opakovací puška s mauserovým uzamčeným závěrem a zkráceným pouzdrem zbraně je vhodná zejména pro použití speciálními jednotkami, výsadkáři a antiteroristickými jednotkami. Je určená především k ničení živé síly protivníka, bojových cílů a lehké obrněné techniky do vzdálenosti až 1600 m. Na vzdálenost 100 m dokáže projektil vypálený z pušky Falcon prorazit pancíř o tloušťce až 25 mm (v závislosti na použitém náboji; u zcivilněného střeliva je nutné počítat se skutečností, že penetrace cíle nebude taková jako při použití vojenské munice). 
Zbraň je vybavena kromě mechanických mířidel také denním puškohledem (ZD10x50) a volitelně i pasivním nočním zaměřovačem (ZN6x). Dále je puška opatřena sklopnou, výškově stavitelnou dvojnožkou, zásobníkovou schránkou na dva náboje a slunečním štítem, jenž odstraňuje nežádoucí sluneční paprsky odrážející se od čočky puškohledu. Mezi nesporné výhody odstřelovačky Falcon patří odpružená botka pažby, která slouží ke tlumení zpětného rázu při výstřelu. Zbraň lze poměrně rychle rozložit na dvě části (pouzdro zbraně se zaměřovačem a hlaveň s dvojnožkou) a uložit do pouzdra pro přenos na větší vzdálenosti. Falcon je vyráběn v ráži NATO 12,7 x 99 mm pod názvem OP99 a ve východní ráži 12,7 x 108 mm pod názvem OP96.
V omezeném počtu využívá pušku Falcon česká armáda, je možné se s ní setkat u chrudimského 43. výsadkového praporu. V rámci výzbrojní pomoci po ruském útoku na Ukrajinu bylo v březnu 2022 poskytnuto 19 kusů ukrajinským ozbrojeným silám.